# Rhipha uniformis
Rhipha uniformis är en fjärilsart som beskrevs av Rothschild 1909. Rhipha uniformis ingår i släktet Rhipha och familjen björnspinnare. Inga underarter finns listade.